# Никола Гатић
Никола (Радислава) Гатић (Тијовац, 1888 — ?) био је српски војник. Носилац је Карађорђеве звезде са мачевима.

## Биографија
Рођен је 1888. године у селу Тијовцу, срез косанички, од оца Радисава и мајке Милосаве. До почетка рата бавио се земљорадњом. Само што је одслужио војску, морао је у рат 1912. године и кући се вратио тек 1919. године. Све до 1916. године борио се у Гвозденом пуку у чијим редовима је и рањен код Валандова 15. марта 1915. године.
После преласка Албаније, приликом реорганизације српске војске на Крфу, један број ратника из Гвозденог пука, прекомадован је као појачање у 22. пук Вардарске дивизије. У том пуку борио се до краја рата. Златним војничким орденом КЗм одликован је на Солунском фронту, када је приликом јуриша 22. пука са својим одељењем зашао у позадину бугарских јединица и заробио два бугарска топа од 105 мм, заједно са посадом.
После рата вратио се у Тијовац и са супругом Бранком имао је синове Светислава, Војислава, Цветка и кћери Милицу и Љубицу.